# Abbaye de Fontainejean
L'abbaye de Fontainejean est une ancienne abbaye cistercienne française du XIIe siècle située à Fontainejean, sur le territoire de la commune de Saint-Maurice-sur-Aveyron dans le département du Loiret et la région Centre-Val de Loire.
Seuls des vestiges de l'abbaye subsistent aujourd'hui ; ceux-ci furent inscrits à l'inventaire des monuments historiques le 6 octobre 1925.

## Géographie
Les vestiges de l'abbaye de Fontainejean se situent à environ trois kilomètres à l'est du bourg de la commune de Saint-Maurice-sur-Aveyron, au lieu-dit Fontainejean, à proximité de la route départementale 56 vers Charny et au bord de la rivière Aveyron.

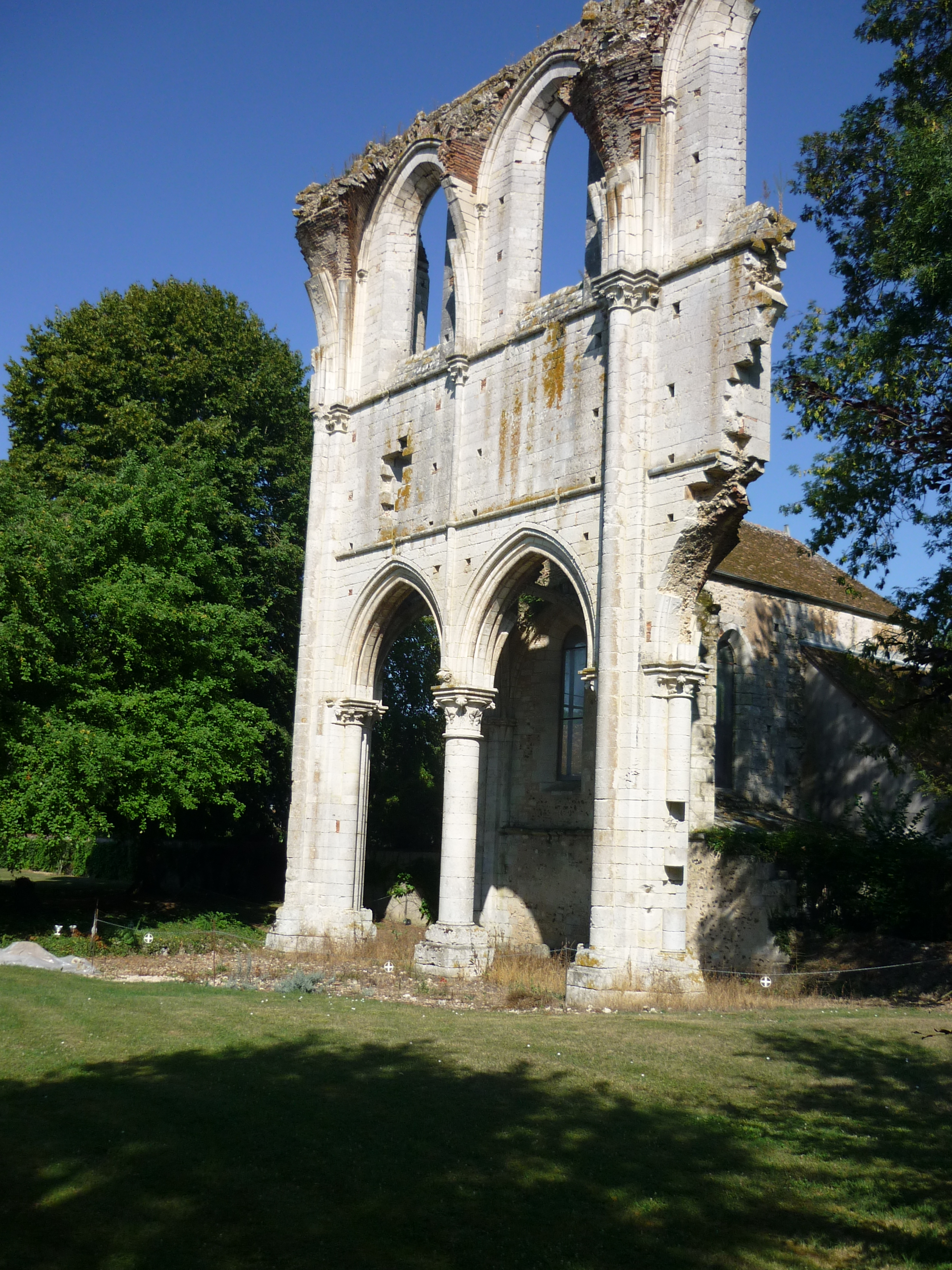
Les plus hautes ruines de Fontainejean.

## Histoire

### Fondation et croissance
Vers 1124, sous l'impulsion de Milon de Courtenay appartenant à la Maison de Courtenay et seigneur de Cerdagne, l'abbaye cistercienne de Fontainejean est fondée. C'est la 8e abbaye cistercienne fille de Pontigny. Le premier abbé, Étienne, arrive de Citeaux avec 12 religieux le treize des calendes d'avril (20 mars) 1124.
Leurs premières constructions sont des cellules de branchages et un oratoire consacré à sainte Marie-Madeleine. Le champ où aurait été élevée cette première chapelle est encore nommé champ des Madeleines aux XVIIIe et XIXe siècles. 

Cependant, avec l'aide puissante de Milon de Courtenay, tant en terres qu'en argent et main-d'œuvre, les moines sortent bientôt de la gêne. Des fossés sont creusés pour drainer les marécages de ce fond de vallée. Une partie de leurs eaux est directement dirigée vers l'Aveyron ; le reste est canalisé pour former le ru des Fontaines, assez puissant pour mouvoir le moulin des moines.
L'édification de l'abbaye débute sur un terrain assaini vers 1140. En 1148 Pierre Ier de Courtenay, frère du roi Louis VII, la nomme abbaye royale ; une charte de 1197 confirme ses donations à l'abbaye. L'église est consacrée à Notre-Dame en 1173.
En 1189, 80 moines et 400 étudiants sont recensés. Peu après son début l'abbaye contient 80 cellules, de grands dortoirs et de nombreuses dépendances ; l'autel de son église est décoré de fleurs de lys (l'emblème de la Vierge Marie),.
L'un les premiers abbés de Fontainejean est Guillaume de Bourges, futur archevêque de Bourges, appartenant à la famille des comtes de Nevers alors alliés à la Maison capétienne de Courtenay et donc au roi Louis VI.
En 1209, Guillaume meurt alors que l'abbaye compte environ 200 religieux et 400 étudiants. Sa canonisation rapide par Innocent III intervient en 1217 et contribue à accroître la renommée de l'abbaye qui, soutenue par ses puissants protecteurs, attire des pèlerins de toute l'Europe.

### Guerre de Cent Ans et déclin
Durant la guerre de Cent Ans, vers 1359, l'Anglais Robert Knolles, établi pendant deux ans à Malicorne distant de 12 km, détruit le monastère. Depuis Pierre de Courtenay, l'abbaye possédait à Montargis une maison de refuge appelée la Maison Abbatiale, domaine considérable sis sur la route de Lyon près des murailles de la ville, dans le quartier auquel ils ont donné leur nom jusqu'à la Révolution : le faubourg des Moines. Ce domaine comportait plusieurs maisons, une hôtellerie et une chapelle. Il est possible que les moines prirent refuge dans ce lieu durant cette période tourmentée.
À partir de 1370, l'abbaye commence à péricliter. Les moines vendent des ornements d'église et louent leurs terres pour survivre.
En 1368 le chapitre de Notre-Dame de Montereau-Fault-Yonne réclame une redevance (huit muids de blé) pour les terres dépendantes d'une grange à Villemer « et généralement sur tout le temporel des religieux de Fontaine-Jean ». Comme à l'instar des autres possessions de l'abbaye, ladite grange a été abattue et rendue inhabitable : les moines refusent de payer et ajoutent qu'ils ne sont pas tenus à une si grande redevance, contestant sa généralisation à l'ensemble de leurs terres. Le 2 juin 1369 ils sont condamnés à payer par un arrêt du Parlement de Paris, dont ils ne tiennent pas compte. Des médiations sont recherchées, le Parlement intervient plusieurs fois, les arrérages s'accumulent et cette histoire ne cesse qu'en 1389 avec une condamnation des moines pour la somme relativement important de 100 francs d'or – peine confirmée par lettre patente de Charles VI.
À la même époque l'abbaye a aussi des problèmes avec Jean Braque, seigneur de Saint-Maurice-sur-Aveyron, pour diverses raisons mineures et moins mineures (justice du seigneur rendue sur les terres de l'abbaye, contestations sur le partage d'un trésor trouvé par les ouvriers travaillant sur le moulin, le moulin des moines utilisant trop d'eau et diminuant la quantité d'eau reçue sur les terres du seigneur, missel prêté et non rendu, prix de la location de 16 arpents, de celle d'un grenier au château,…). Cette affaire, réglée en 1401 par accord mutuel, indique cependant la croissance de l'ingérence des pouvoirs séculaires dans le fonctionnement de l'abbaye.
Toujours vers la même époque, l'abbaye reçoit quelques donations pour compenser en partie les pertes subies lors des conflits passés.
En 1376 et sur la sollicitation des moines, Charles V octroie 500 francs d'or pour faire reconstruire notamment la chapelle de Montargis et aider l'abbaye, à la condition que les moines disent une messe pour lui chaque jour et à perpétuité, dans cette chapelle de Montargis et ceci par des moines chapelains créés dans ce but. Le lieu précisé par lui (Montargis) est un signe de l'incertitude des temps concernant un endroit aussi isolé que Fontainejean. C'est Jean III Gombault, abbé en 1370, 1389 et plus tard, qui reçoit et garantit l'exécution de cette fondation du roi. La charte lui en est donnée par Pierre, abbé de Pontigny, supérieur immédiat de Fontainejean, chargé par le Chapitre Général de l'ordre réuni à Citeaux en 1376, de pourvoir à l'exécution de la fondation créée par Charles V. Cette charte, en latin, porte les sceaux des deux abbés ainsi que celui de l'abbaye de Fontainejean en acceptation des conditions de la fondation. On voit leurs noms respectifs sur les sceaux des deux abbés, signe d'un relâchement de la règle cistercienne qui veut que les abbés n'indiquent pas leurs noms dans les sceaux qu'ils utilisent.
Durant la période troublée, l'abbaye a également perdu une maison à Gien. Cette maison ayant été démolie et ses matériaux employés pour reconstruire le château appartenant à la comtesse d'Alençon et d'Étampes, cette dernière donne au monastère en 1378 un arpent de bois dans sa forêt d'Ouzouer-sur-Trézée pour les dédommager.
Après Jean III Gombault, c'est Étienne III Rossignol (responsable de l'abbaye de 1392 vers 1403) qui est exécuteur testamentaire de Pierre II de Champignelles. Ce dernier, mort à Champignelles en 1396, lègue à l'abbaye de Fontaine-Jean par testament du 13 mars de la même année une somme de 40 sous tournois (environ 80 francs à la fin du XIXe siècle) payables sur le cens annuel de Champignelles, pour célébrer son anniversaire et ceux de feu Jean de Courtenay son frère, de feu leur père et mère, et de Agnès de Melun sa femme.
Sous Charles VI, en 1422 l'abbaye est de nouveau pillée et dévastée par les Anglais - ce à la même époque où Henri V d'Angleterre épouse Catherine, fille de Charles VI, dans la cathédrale de Troyes,, .

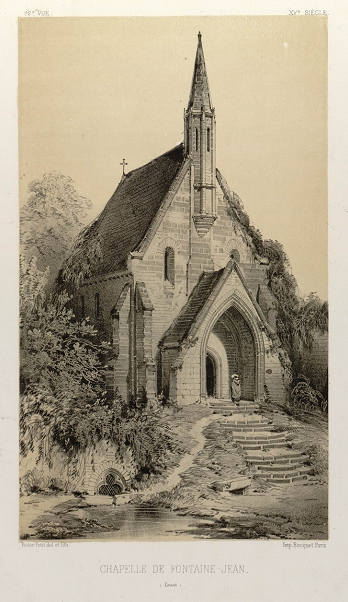
Chapelle Saint-Laurent (disparue)
Gravure de V. Petit.

La chapelle Saint-Laurent est édifiée entre 1506 et 1524 ; elle sera détruite en 1790.
En 1551, l'abbaye passe sous le régime de la commende. Odet de Coligny, évêque du diocèse de Beauvais et cardinal de Châtillon, devient le premier abbé commendataire ; il en fait dresser la cartulaire. Mais, s'étant converti au calvinisme en 1561, il laisse son frère Dandelot la brûler et massacrer les moines en 1562,. Il se marie à Fontainejean avec Isabelle de Hauteville, l'ancienne suivante de Louise de Savoie, le 1er décembre 1564

### Sépultures
Les princes de Courtenay choisissent l'abbaye pour lieu de sépulture familiale. Robert Ier de Courtenay-Champignelles est enterré à l'abbaye de Fontainejean, qu'il a nommée par charte de 1225 comme lieu de sépulture. À côté de l'autel, un mausolée avec colonnes de marbre noir abrite les dépouilles de Jacques II et Jean II de Courtenay, seigneurs de Chevillon, inhumés en 1617 et 1637. Leurs deux statues, agenouillées et drapées dans des manteaux de cour, surmontent le mausolée. Le grandiose de ce monument est lié aux aspirations de la famille de Courtenay à être officiellement reconnue comme sang royal. En 1768, le cœur d'Hélène de Courtenay, princesse de Bauffremont, veuve de Louis Bénigne de Bauffremont et dernière descendante de la maison française de Courtenay, est transporté à l'église de Fontainejean depuis Paris où elle décéda. En 1910 on peut toujours voir une plaque derrière laquelle le cœur a été déposé.

### Révolution et fin de l'abbaye
L'église abbatiale, restaurée au XVIIIe siècle par l'architecte Ange-Jacques Gabriel, est dévastée durant la Révolution française. En 1790, il ne reste plus que trois religieux ; l'abbaye est alors supprimée.
En 1794, l'église est vendue comme bien national, sa toiture et la flèche du clocher sont démontées.
En 1810, un acquéreur achète ce qu'il en reste (déclaré bien national) et en vend les pierres pour un franc pièce. On retrouve de nos jours des restes de la grande abbaye dans de nombreuses églises et maisons particulières. Les tombeaux de ceux des Courtenay inhumés là, et les tombes des religieux, sont détruits à cette époque, et leurs sépultures et leurs colonnes vendues. Des fouilles effectuées dans les ruines en 1858 révèleront des fragments de statues et des ossements.
En 1834, il ne reste de l'église que quatre piliers et une grande arcade ogivale qui finira par s'écrouler en 1862.
Vers 1840, le logis abbatial est détruit et une maison de campagne est construite sur la propriété.
En 1890 l'un des piliers disparaît.
Les ruines de l'ancienne église contiennent toujours une grille venant de l'abbaye, trois des colonnes de marbre du tombeau des Courtenay et des reliques des saints.

## Controverse sur la date de construction de l'église
En 1894, l'abbé Eugène Jarossay dans son Histoire de l'abbaye de Fontaine-Jean de l'ordre de Cîteaux, indique la date de MCLXXIII (1173) qu'il lit gravée sur la pierre du maître-autel. En ceci il rectifiait l'appréciation de Dom Morin, prieur de l'abbaye bénédictine de Ferrières-en-Gâtinais et historien de la région au XVIIe siècle, qui avait cru lire sur la même pierre la date MCXXXIII (1133), date improbable au regard du style de l'église.
Marcel Aubert, auteur de Architecture cistercienne de 1943, y voit MCCXXXIII (1233).
Une autre étude penche pour la présence de deux églises successives ; une première église romane qui correspondrait à la date donnée par Eugène Jarossay, puis une seconde édifiée sur l'emplacement de la première. La deuxième, de style gothique primitif, aurait intégré de la première la porte romane des morts au bout du bras gauche du transept, toujours visible à ce jour.[réf. souhaitée]
L'inventaire supplémentaire des monuments historiques en 1925 indique le début XIIIe siècle comme époque de construction.

## Architecture et description
Édifiée pendant la période de transition entre roman et gothique, les ruines subsistantes évoquent encore la grandeur du portail à arcades et moulures, les deux étages de colonnes accouplées superposées de trois piliers à chapiteaux soutenant des constructions à demi romanes et à demi ogivales.

## Filiation et dépendances
Fontainejean est fille de l'abbaye de Pontigny.

### Sources et bibliographie
- Eugène Jarossay, Histoire de l'abbaye de Fontaine-Jean de l'ordre de Cîteaux, 1124-1790 : avec pièces justificatives et gravures, Orléans, H. Herluison, 1894, 382 p.
- Ange-René Ravault (1766-1845). Gravure de l'abbaye. 1820.